# Navzkrižnolistni svišč
Navzkrižnolistni svišč (znanstveno ime Gentiana cruciata) je dobil svoje ime zaradi navzkrižno nasproti si stoječih stebelnih listov. Je nizka rastlina, ki zraste od 10 do 40 cm.

## Opis rastline
Steblo je škrlatasto in gosto olistano z nasprotno rastočimi listi, za vsakim od gornjih listov pa rastejo modri cvetovi. Podobno kot pri drugih sviščih so cvetni listi zraščeni v cev, ki je pri navzkrižnolistnem svišču sestavljena iz štirih venčnih listov (navadno imajo cvetovi sviščev pet venčnih listov), kar zelo olajša prepoznavanje.
Cvetovi so dvospolni (imajo moške in ženske organe). Oprašujejo jih čmrlji in metulji. 

## Razširjenost
Navzkrižnolistni svišč raste od srednje in južne Evrope in sega vse do zahodne Azije. Raste po suhih kamnitih travnikih in med grmovjem po apnenčastih tleh od nižin do montanskega (gorskega) pasu. V Sloveniji jo najdemo predvsem na suhih travnikih više v gorah in tudi v alpskih dolinah. 